# Melinda itoi
Melinda itoi este o specie de muște din genul Melinda, familia Calliphoridae, descrisă de Tadao Kano în anul 1962. Conform Catalogue of Life specia Melinda itoi nu are subspecii cunoscute.